# Comisión Nacional de Telecomunicaciones de Venezuela
La Comisión Nacional de Telecomunicaciones (CONATEL) es el organismo del estado venezolano que ejerce la regulación, supervisión y control sobre las telecomunicaciones.Oficialmente, su finalidad es la "maximización del acceso a la información, el desarrollo educativo, del servicio de salud y el acceso a los servicios de telecomunicaciones para la población", a pesar de ser constantemente acusado de medio de censura en Venezuela al bloquear sitios web, canales de televisión y redes sociales.

## Historia

### Origen
La Ley Orgánica de Telecomunicaciones, promulgada el 12 de junio de 2000, otorgó las competencias estatales para la regulación del sector a la Comisión Nacional de Telecomunicaciones. Esta Comisión, inicialmente fue creada mediante el Decreto n.º 1.826 del 5 de septiembre de 1991 (Gaceta Oficial n.º 34.801 del 18 de septiembre del mismo año) atribuyéndole el carácter de servicio autónomo sin personalidad jurídica, y la jerarquía de una Dirección General del Ministerio de Transporte y Comunicaciones. Reemplazó al Consejo Nacional de Telecomunicaciones (CNT). 

## Directores
Entre 2005 y 2016, seis de los ocho directores de la Comisión Nacional de Telecomunicaciones han pertenecido al partido de gobierno, el Partido Socialista Unido de Venezuela (PSUV).
| Director              | Periodo                                 | Ref   |
| --------------------- | --------------------------------------- | ----- |
| Alvin Lezama          | Abril de 2005-enero de 2006             | [ 3 ] |
| Jesse Chacón          | Marzo de 2007-mayo de 2007              | [ 3 ] |
| Elda Rodríguez        | Noviembre de 2008                       | [ 3 ] |
| Pedro Maldonado       | Mayo de 2009-marzo de 2011              | [ 3 ] |
| Diosdado Cabello      | Mayo de 2009-marzo de 2011              | [ 3 ] |
| Francisco Garcés      | Junio de 2011                           | [ 3 ] |
| William Castillo      | Mayo de 2014-junio de 2016              | [ 3 ] |
| Andrés Mendez         | Octubre de 2016                         | [ 3 ] |
| Enrique Quintana      | 2017                                    |       |
| Jorge Elieser Márquez | 7 de agosto de 2017-22 de abril de 2024 |       |

## Censura
La censura de internet en Venezuela ha sido un tema preocupante durante los últimos años. Entre las principales medidas para censurar y limitar la libre expresión y la información que circula en Venezuela se encuentran:
1. Bloqueos de sitios web: El gobierno venezolano ha bloqueado más de 550 sitios web, incluyendo medios de comunicación independientes y páginas con críticas políticas. Estos bloqueos son implementados por la Comisión Nacional de Telecomunicaciones (CONATEL) y afectan el acceso a información confiable.[4]
2. Restricciones durante eventos críticos: Durante elecciones y protestas, el acceso a internet ha sido interrumpido temporalmente para evitar la difusión de información opositora.[4]
3. Impacto en los derechos humanos: La censura en internet viola varios derechos humanos, como la libertad de expresión, la participación y la protesta. Esto ha generado un ambiente de opresión para los medios de comunicación y la sociedad civil.[4]
4. Medios digitales independientes: Los medios digitales independientes han sido una de las principales víctimas de la censura. Entre 2013 y 2022, más de 60 periódicos venezolanos dejaron de circular indefinidamente por falta de fondos, el control del gobierno o la incapacidad de comprar papel suficiente para imprimir sus ediciones. Las cadenas de televisión se han visto obligadas a autocensurarse o han desaparecido. Diez cadenas extranjeras también han sido expulsadas del país.[5]
5. Acciones legales contra periodistas: Las autoridades han acusado a periodistas y trabajadores de los medios de delitos como difamación, calumnia y terrorismo, lo que pone un impedimento para que los medios y los periodistas sigan informando. Otros han tenido sus bienes confiscados y sus oficinas incautadas por funcionarios del gobierno.[5]
6. Censura a emisoras de radio: Entre 2003 y 2022, al menos 285 emisoras radiales han cerrado. En varios casos, la Comisión Nacional de Telecomunicaciones (CONATEL) ha alegado que las estaciones han operado clandestinamente, sin una licencia. Sin embargo, el gobierno revocó antes las licencias de emisión de medios críticos.[5]

La Ley de Responsabilidad Social en Radio y Televisión (Ley Resorte) fue introducida durante la Revolución Bolivariana por el organismo CONATEL (Comisión Nacional de Telecomunicaciones de Venezuela) en diciembre del 2004, encargada de la censura radiofónica y televisiva de una amplia gama de contenidos. La ley incluye artículos que han sido objeto de controversia política. La oposición dice que dicha Ley es una «Ley Mordaza» con la que el Gobierno ha censurado efectivamente cualquier información crítica a su gestión, además de restringir gravemente la libertad de expresión de los medios restantes.
El 28 de diciembre de 2006, el presidente Hugo Chávez informó que no renovaría la concesión de RCTV, la cual terminaría el día 27 de mayo de 2007. El mandatario sostuvo que la negativa a la renovación se debió a la supuesta posición tomada por RCTV durante el golpe de Estado en Venezuela de 2002 y por su respaldo al paro petrolero, acción llevada a cabo mediante CONATEL. A todo esto, RCTV responde "¡No nos callarán!".
Cuando el gobierno notificó al canal que la concesión para su señal de emisión abierta vencía en 2007 y que no sería renovada, RCTV y el canal noticioso venezolano Globovisión acusaron al gobierno de cerrar el canal. Para respaldar esta aseveración, los directivos alegaron que la concesión no se vencía hasta el año 2021, pero esta interpretación no fue compartida por el gobierno venezolano, que declaró en manera forzada que la concesión se vencía en 2007.
Sin embargo, sin esperar a esa fecha o a una decisión relacionada por el Tribunal Suprema de Justicia, ya el presidente el 11 de mayo había firmado un decreto en el que asignaba la frecuencia del canal 2 a un nuevo canal gubernamental llamado TVES (Televisora venezolana social). La acción gubernamental generó protestas políticas y manifestaciones estudiantiles desde entonces.

En noviembre de 2013, Conatel comenzó a ordenar a los proveedores de Internet (ISP) que bloqueen los sitios web que proporcionan el tipo de cambio del mercado negro. Los ISP debieron cumplirlo en un lapso de 24 horas para no enfrentar sanciones, que podían incluir la pérdida de sus concesiones. En un mes, los ISP tenían acceso restringido a más de 100 URL. La orden se basa en la ley de medios de comunicación de Venezuela de 2004 que hace que sea ilegal difundir información que pueda sembrar el pánico entre el público en general. Durante las protestas venezolanas de 2014, el canal de noticias colombiano NTN24 fue sacado del aire por Conatel por "promover la violencia".

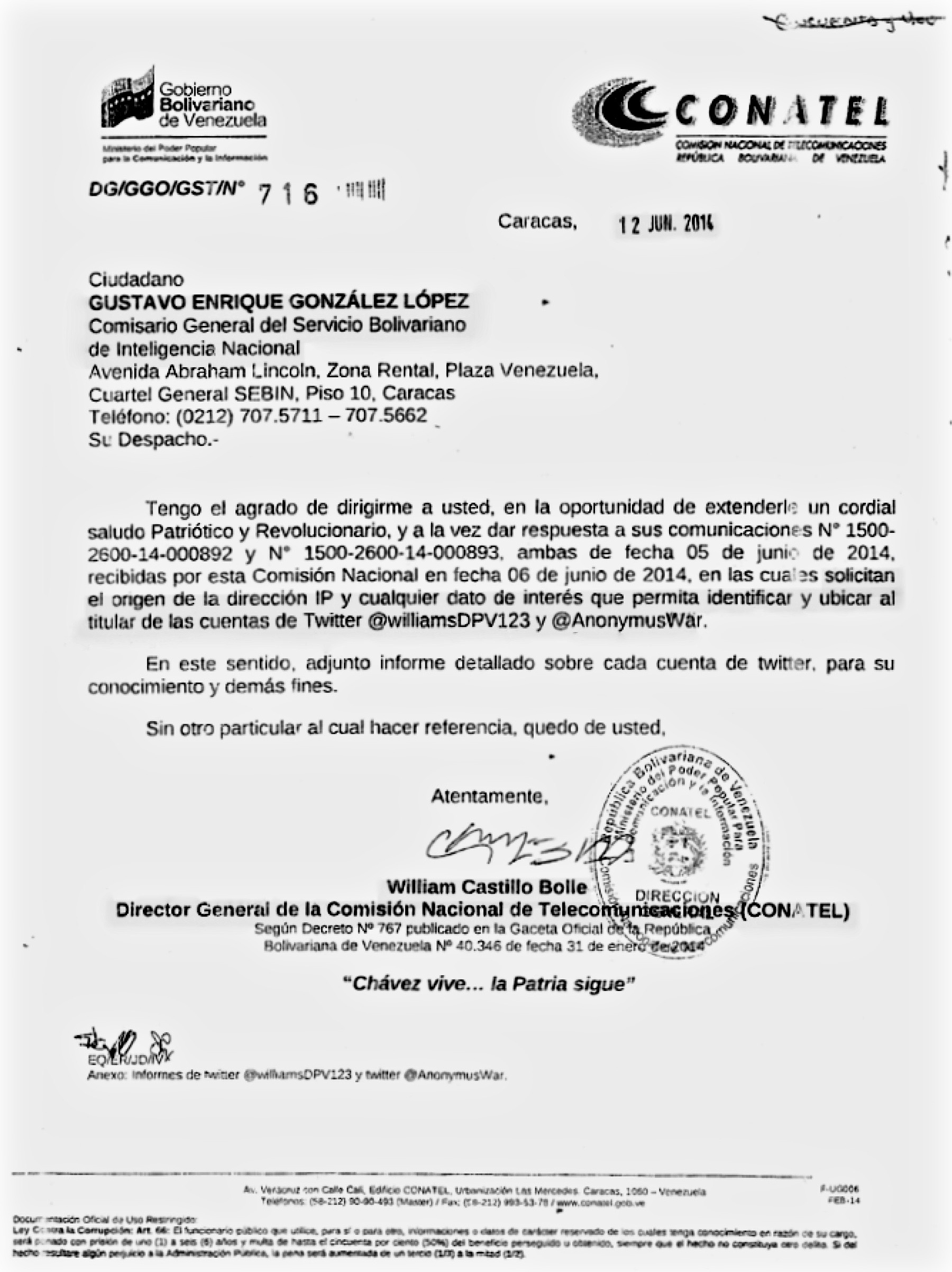
Una comunicación del Director General de CONATEL, William Castillo Bollé, entregando las direcciones IP y otros datos de los usuarios venezolanos de Twitter al Comisionado General del Servicio Bolivariano de Inteligencia Nacional, Gustavo González López.

Reporteros sin Fronteras advirtió sobre "una creciente censura en el servicio de Internet en Venezuela, incluidos varios sitios web y redes sociales que enfrentan bloqueos". Condenaron las acciones realizadas por la Comisión Nacional de Telecomunicaciones (Conatel) después de que Conatel restringe el acceso a sitios web con la tasa de mercado no oficial y "exigió a las redes sociales, particularmente Twitter, que filtren imágenes relacionadas con las protestas que tienen lugar en Venezuela contra el gobierno". Sin embargo, el gobierno venezolano publicó una declaración diciendo que no bloquearon Twitter o imágenes en Twitter, insinuando que era un problema técnico.

### Alex Saab
El 11 de septiembre de 2018, Conatel prohibió publicar informaciones sobre Alex Saab a los periodistas del portal web Armando Info, quienes han publicado trabajos de investigación en los que señalan a Saab como un presunto miembro de actos de corrupción que existiría en torno al negocio y distribución de los alimentos para los CLAP. En el documento que está dirigido al periodista Roberto Deniz y firmado por el director general de Conatel, Vianey Miguel Rojas “prohíbe a los ciudadanos Roberto Denis Machín, Joseph Poliszuk, Ewal Carlos Sharfenderg y Alfredo José Meza publicar y difundir a través de los medios de comunicación digitales específicamente en el sitio Armando Info, menciones que vayan contra el honor y reputación del ciudadano Alex Naím Saab (…) hasta tanto finalice el presente proceso en la causa que se sigue contra los mencionados ciudadanos”.
La prohibición fue denunciada por el Sindicato Nacional de Trabajadores de la Prensa (SNTP), el cual también denunció que desde la publicación de los reportajes sobre Alex Saab, el sitio Armando Info ha sufrido ataques masivos cibernéticos, alertando que la prohibición de mencionar al empresario en sucesivos trabajos de investigación "aumenta la amenaza". Roberto Deniz rechazó la medida, recordando que después de las publicaciones el equipo periodístico anteriormente había sido amenazado vía Twitter, recibieron prohibición de salida del país por parte del 11.º Juzgado  en Caracas y ahora se les prohibía continuar la investigación de Saab, denunciando que según "la lógica de la jueza que lleva demanda de Alex Saab contra periodistas de Armando Info, está por encima el “honor” y la “reputación” de Alex Saab a la posibilidad de que los venezolanos conozcan el negocio que hay detrás de los CLAP”. Los cuatro periodistas fueron demandados por parte de Saab por difamación agravada continuada e injuria agravada en Caracas.

### Vigilancia
En 2014, varios usuarios de la plataforma X (en ese tiempo Twitter) fueron arrestados y enfrentaron diferentes juicios debido a los tuits que hicieron. Alfredo Romero, director ejecutivo del Foro Penal Venezolano (FPV), declaró que los arrestos de usuarios de Twitter en Venezuela fueron medidas para infundir miedo entre quienes usan las redes sociales que eran críticas contra el gobierno. En octubre de 2014, ocho venezolanos fueron arrestados poco después acontecimiento del asesinato del funcionario del PSUV Robert Serra. A pesar de que los ocho venezolanos fueron arrestados en octubre de 2014, el gobierno venezolano los había estado monitoreando desde junio de 2014 de acuerdo con documentos filtrados, y la agencia estatal de telecomunicaciones CONATEL proporcionó direcciones IP y otros detalles a la agencia de inteligencia venezolana SEBIN para arrestar a los usuarios de Twitter.